# Hemerocallis hongdoensis
Hemerocallis hongdoensis är en grästrädsväxtart som beskrevs av M.G.Chung och S.S.Kang. Hemerocallis hongdoensis ingår i släktet dagliljor, och familjen grästrädsväxter. Inga underarter finns listade i Catalogue of Life.